# Vrachonisída Tigáni (ö i Grekland, Nomós Dodekanísou)
Vrachonisída Tigáni är en ö i Grekland.   Den ligger i prefekturen Nomós Dodekanísou och regionen Sydegeiska öarna, i den sydöstra delen av landet, 290 km sydost om huvudstaden Aten. Arean är 0,10 kvadratkilometer.
Terrängen på Vrachonisída Tigáni är platt. Öns högsta punkt är 10 meter över havet. 